# 紀元前240年
紀元前240年（きげんぜん240ねん）は、ローマ暦の年である。あるいはローマ建国紀元514年、ガイウス・クラウディウス・ケントとマルクス・センプロニウス・トゥディタヌスの年。

## 他の紀年法
- 干支 : 辛酉
- 日本
  - 皇紀421年
  - 孝霊天皇51年
- 中国
  - 秦 - 始皇7年
  - 楚 - 考烈王23年
  - 斉 - 斉王建25年
  - 燕 - 燕王喜15年
  - 趙 - 悼襄王5年
  - 魏 - 景湣王3年
  - 韓 - 桓恵王33年
- 朝鮮 :
- ベトナム :
- 仏滅紀元 : 307年
- ユダヤ暦 :

## できごと

### カルタゴ
- 前年（紀元前241年）に終結した第一次ポエニ戦争で敗戦したカルタゴが財政難となり、出陣した傭兵たちの給与支払いが滞った。これに不満を持った傭兵は、指揮官であったスペンディウス（英語版）とマトオの指揮の下反乱を起こし、カルタゴの圧政の元で苦しんでいた地元のリビア人たちの支援を受けて傭兵の乱と呼ばれる大反乱が起きた[2]。この戦争は2年後の紀元前238年まで続いた。

### 共和政ローマ
- ルキウス・リウィウス・アンドロニクスによってローマで初めて古代ギリシアの演劇が行われた。

### 中国
- 秦が魏を攻撃し、汲を奪った。
- 秦でハレー彗星が西方の空に観測された。信頼できる最も古い彗星の観測記録である。

## 死去
- 夏太后 - 秦の孝文王の妻、荘襄王の生母、始皇帝の祖母
- 蒙驁 - 秦の将軍、蒙武の父
- 鄒衍 - 陰陽家の創始者
- ディオドトス1世 - グレコ・バクトリア王国の創始者